# 미즈노 다다테루
미즈노 다다테루(일본어: 水野忠韶, 1761년 11월 27일 ~ 1828년 7월 7일)는 아와 호조 번 제3대 번주, 가즈사 쓰루마키 번 초대 번주이다. 다다타카계 미즈노가(忠位系水野家) 제4대 당주.
| 전임 미즈노 다다치카 | 제3대 아와 호조 번 번주 (미즈노가) 1775년 ~ 1827년 | 후임 쓰루마키 번에 병합 |

|  | 제1대 쓰루마키 번 번주 (미즈노가) 1827년 ~ 1828년 | 후임 미즈노 다다미쓰 |